# Freren
Freren ist eine Kleinstadt im westlichen Teil Niedersachsens. Das Grundzentrum liegt im ehemaligen Landkreis Lingen, der heute den südlichen Teil des Großlandkreises Emsland umfasst.
In der Stadt, die sich auf 48,99 km² Fläche erstreckt, leben gut 5.000 Einwohner. Freren ist seit 1974 Sitz der gleichnamigen Samtgemeinde. Die Stadtrechte erhielt Freren 1723 durch den preußischen König Friedrich Wilhelm I., die älteste urkundliche Erwähnung der Siedlung datiert aus dem 9. Jahrhundert.

## Geografie

### Bahnstrecke
Freren war Bahnstation an der Eisenbahnstrecke Quakenbrück—Rheine.

### Lage
Freren liegt im Landkreis Emsland nahe der südlich verlaufenden Landesgrenze zu Nordrhein-Westfalen, südöstlich der Lingener Höhe und direkt an der B 214.
In näherer Umgebung liegen die Städte Lingen (15 km; West-Nordwesten), Ibbenbüren (26 km; Süd-Südosten), Rheine (23 km; Süd-Südwesten) und Fürstenau (11 km; Ost-Nordosten). Die nächstgelegene Großstadt ist Osnabrück im Ost-Südosten.

### Nachbargemeinden
Nachbargemeinden sind im Norden die Gemeinde Lengerich in der gleichnamigen Samtgemeinde, im Osten die Gemeinde Andervenne, die Stadt Fürstenau in der Samtgemeinde Fürstenau im Landkreis Osnabrück und die Gemeinde Hopsten im Kreis Steinfurt in Nordrhein-Westfalen, im Süden die Gemeinde Schapen in der Samtgemeinde Spelle und im Westen die Gemeinden Beesten, Messingen und Thuine.

### Gemeindegliederung
Die ehemaligen, sich selbst verwaltenden Bauerschaften Lohe-Venslage, Geringhusen, Lünsfeld, Suttrup, Ostwie, Setlage und Overwater sind seit 1974 Ortsteile der Stadt. Zu den ehemaligen Bauerschaften von Freren gehörte auch Andervenne, das sich zu einer selbständigen Gemeinde entwickelte.

## Geschichte der Stadt Freren

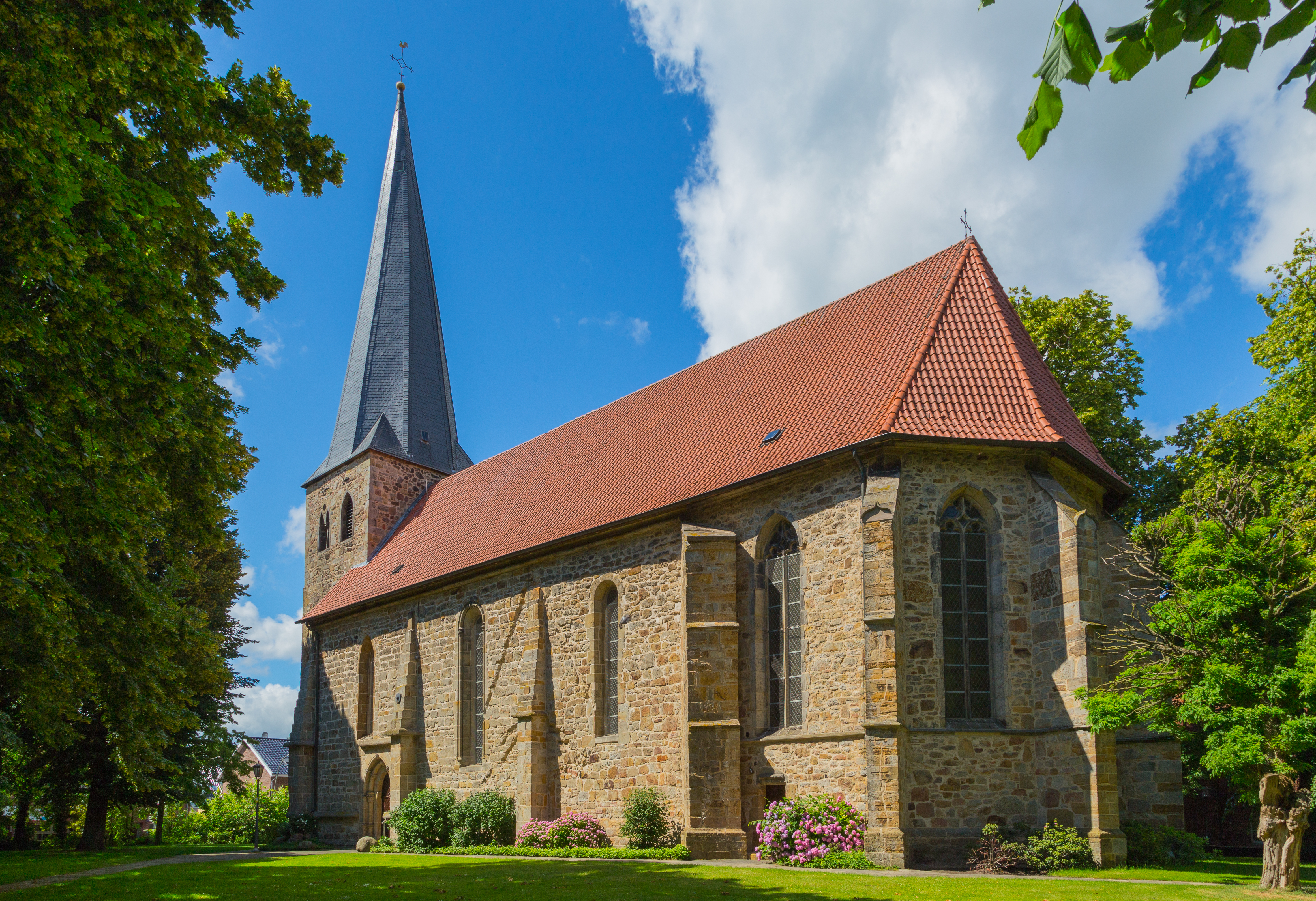
Evangelische Kirche

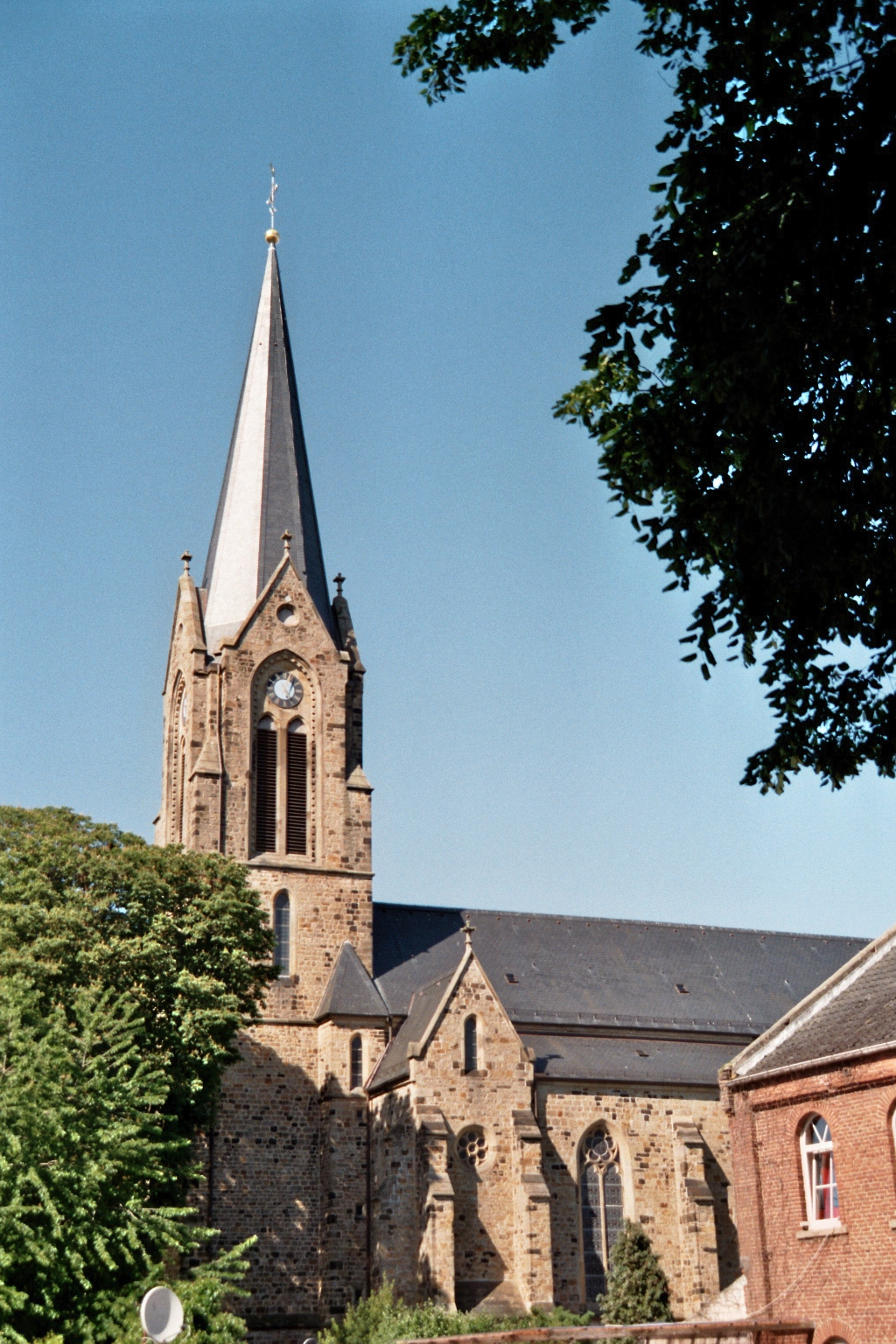
Katholische St.-Vitus-Kirche

Die ältesten Funde aus dem Frerener Gebiet stammen aus der Mittelsteinzeit (ca. 8300–4500 v. Chr.). Kennzeichnend für diese Periode sind Geschossspitzen, die aus mehreren kleinen Feuersteinabschlägen, so genannten Mikrolithen, angefertigt sind. Mesolithische (mittelsteinzeitliche) Bestattungen sind eher selten. Die z. B. in Freren und Thuine anzutreffenden Megalithgräber stammen aus der Jungsteinzeit (ca. 3500–2800 v. Chr.) und wurden von den Menschen der Trichterbecherkultur errichtet. Der Schatzfund von Lohe wurde in der Nähe gemacht.
Die Herkunft des Namens Freren (alt: Friduren 890, Friderun um 980, Vrideren 1100, später Vrederen 1150, Fredderen 1195) ist nicht gesichert. Das Bestimmungswort leitet sich möglicherweise vom indogermanischen pri, germanisch fri, ab und bedeutet dann lieben (einen Kultplatz). Nach einer anderen Erklärung könnte frede, vride von altsächsisch frethu, frithu für einen umhegten Raum stehen (bei den Sachsen Bezeichnung für einen Gerichtsplatz im Freien). Die Endungen -ina, -ini, -ine, -inun, -enan, -enun, -um, -un, -ene, -en kommen in zahlreichen Ortsnamen anstelle eines abschließenden Grundwortes vor. Darin steckt ein allgemeines Grundwort mit der Bedeutung „Siedlung“.
Freren ist aus einer uralten Siedlung entstanden, die wahrscheinlich schon weit vor der Christianisierung vorhanden war. Nachdem ab 780 n. Chr. von Karl dem Großen (* wahrscheinlich 2. April 747 oder 748; † 28. Januar 814 in Aachen) neun Missionssprengel zur Christianisierung der unterworfenen Sachsen errichtet worden waren, wurden von der Missionszelle Visbek aus durch Abt Gerbert Castus die ersten Kirchengemeinden in der Umgebung gegründet. Zu diesen zählte im Venkigau die Gaukirche Freren. Diese Kirche wurde zusammen mit dem Kloster (cellula) Visbek durch Ludwig den Deutschen 855 der Benediktinerabtei Corvey an der Weser geschenkt. Im Heberegister des Klosters Corvey von 976 bis 979 ist eine Schenkungsurkunde aus Friderun an das Kloster enthalten. Mit dieser Urkunde verschenkte ein gewisser Gelthard zwei Stücke Ackerland an Corvey. Jährlich waren 1,5 Mark, ein Wagen, 10 Krüge Honig, 5 Maß Käse und 1 Topf Butter an Corvey zu zahlen. Die Hörigen mussten außerdem 35 Widder und 16 Stück Tuch abliefern. Friderun erhielt wohl die erste Kirche im Venkigau, eine Mutter- oder Taufkirche mit dem Vorrecht eines Sendgerichts.
Schon vor der Errichtung der Burg und Gründung der Stadt Lingen war Freren Zentrum des Venkigaus, sowie Sitz eines Gogerichtes beim Hofschulten. Dieses wurde 1662 nach Lingen verlegt.
Freren gehörte im Mittelalter zur Grafschaft Tecklenburg. Nach der Niederlage der Tecklenburger Grafen im Schmalkaldischen Krieg wurde Freren 1548 ein Teil der Grafschaft Lingen.
Im Dezember 1605 forderte die Pest viele Opfer. Außerdem wurde die Ortschaft im Dreißigjährigen Krieg mehrfach von spanischen und holländischen Söldnern sowie von Schweden, Hessen und Lüneburgern verwüstet. 1633 wurde der gesamte Ort gebrandschatzt. Unter König Friedrich I. wurde Freren 1702 ein Teil von Preußen. Im Jahr 1724 erhielt Freren aufgrund seiner zentralen Bedeutung für die Region vom preußischen Staat die Stadtrechte verliehen. Nach französischer Besatzungszeit unter Napoleon gelangte Freren 1815 an das Königreich Hannover. Nach der Rückstufung zur Landgemeinde 1852 stieg Freren erst 1950 erneut zur Stadt auf.
Am 12. Juni 2012 wurden  27 Stolpersteine an 6 Adressen durch Gunter Demnig verlegt.

## Herkunft der Namen der Ortsteile und deren Geschichte
- Lohe-Venslage (alt: Vennislay 1000, Vinslaghe 1350) kommt erstmals um 1000 im Werdener Heberegister vor. Das Bestimmungswort ist unsicher. Die Herleitung von vini = Moor ist möglich. Eine andere Annahme ist, dass in dem Namen das Wort Feme steckt. Das wäre dann ein Ort, an dem die Feme getagt hat. In der Bauerschaft Lohe (dt. Hain) wurde der Landgöding gehalten, bei dem Streitigkeiten über Grenzen, Erbschaften, Abgaben usw. entschieden wurden. Die Ortschaft Lohe-Venslage gehörte ursprünglich als Bauerschaft zu Thuine. In Lohe wurde 1847 ein bedeutender Schatzfund aus römischer Zeit gemacht.
- Der Name Geringhusen leitet sich von dem ehemaligen Vollerben Gerdinck ab, dessen Hof schon vor langer Zeit in einzelne Teile aufgelöst worden ist.
- Lünsfeld (alt: Lunsveld 1350) ist wahrscheinlich nach dem Lunß-Hof benannt.
- Suttrup (alt: Suddorphe, auch Susdorphe = Süddorf) wird schon um 1000 im Werdener Urbar als Teil des Venkigaus erwähnt. Im Corveyer Heberegister werden die Namen Abbo, Sidac, Eligo und Immigo als Abgabepflichtige genannt. 1456 erhielt die Ortschaft die Erlaubnis eine eigene Kapelle auf dem alten Suttrupper Kirchhof (heute Landwirt Hüsing) zu errichten. Diese Kapelle existiert heute nicht mehr. Die Bauerschaft Suttrup gehörte bis 1974 zu Thuine.
- Ostwie (alt: Ostwidi 1000) wird gedeutet als Dorf im Osten.
- Setlage (alt: Zetlage, auch Settlage) wird ebenfalls schon um 1000 im Werdener Urbar erwähnt. Der Name leitet sich von siet = niedrig ab. Es handelte sich also um eine niedrige Lage an der Aa. Der Ort gehörte früher zu Ostwie, bildete später aber eine eigenständige Gemeinde.
- Hange. Um 1000 erstmals genannt. Zu Setlage gehört auch das Haus Hange, das nach alte Lehnsbüchern schon im 14. Jahrhundert bestanden hat. Damals hieß es das Haus des Herrn von Zetlage.
- Overwater lag über dem Wasser, also jenseits der Aa.
- Uphusen bezeichnet die „aufwärts“ gelegenen Häuser.
- Andervenne (alt: Anderveni 1047). Der Name stammt von einem Moor (Venn = Moor) das im Osten von Andervenne lag und zur Torfgewinnung diente. Andervenne wird im 11. Jahrhundert im Corveyer Heberegister erwähnt. Die ehemalige Bauerschaft von Freren, die sich zu einer eigenständigen Gemeinde entwickelte, gehört nach der Gebietsreform zur Samtgemeinde Freren.

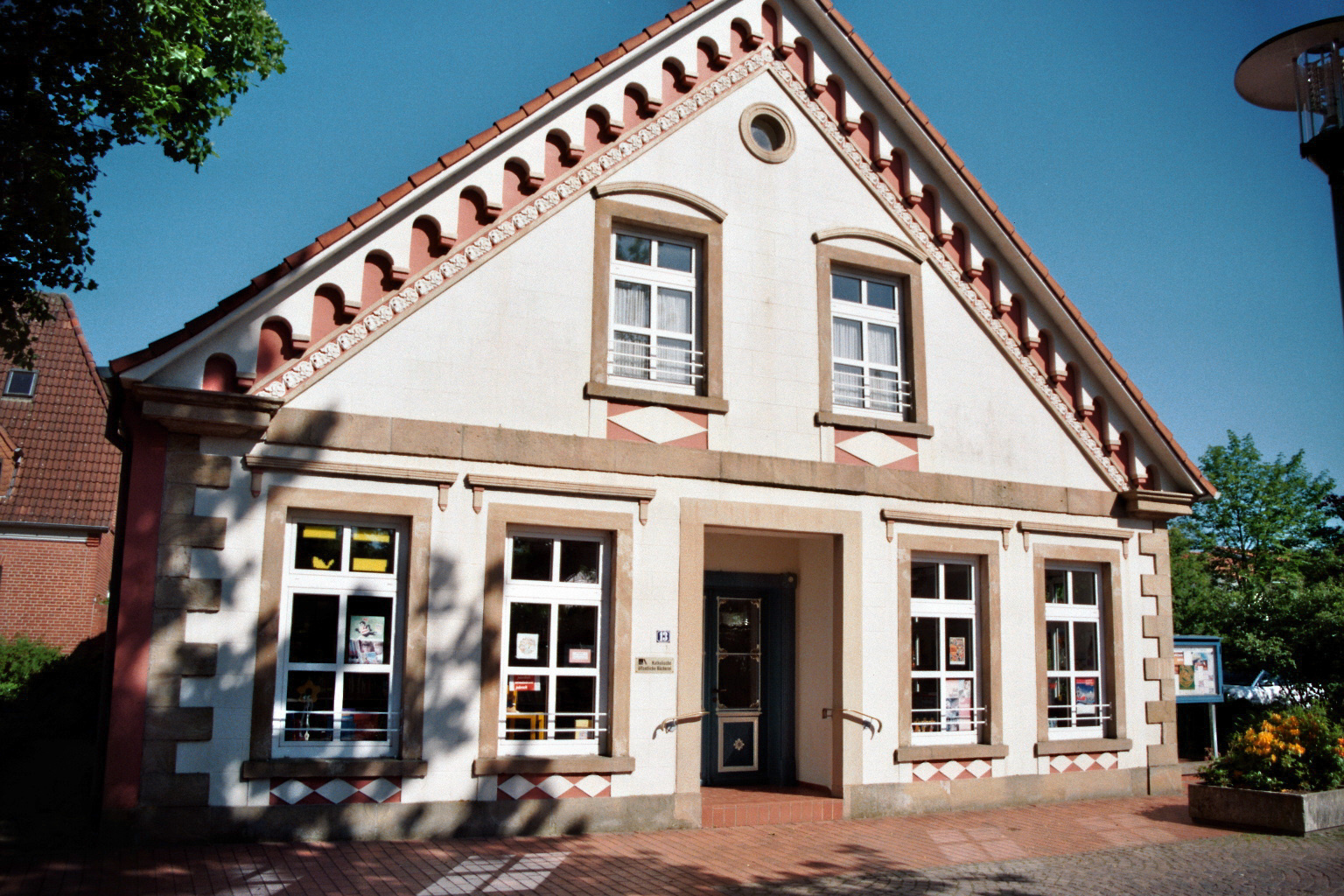
Altes Pfarrhaus an der Goldstraße; heute sind darin die Katholische öffentliche Bücherei (KÖB) Freren und das Dekanatsjugendbüro Freren untergebracht.

## Entwicklung des Ortes
| Einwohnerzahl     | 1740  | 1789  | 1805  | 1844  | 1861  | 1880 | 1885  | 1900 | 1925  | 1933 | 1939 | 1950 | 1961 | 1970 |
| ----------------- | ----- | ----- | ----- | ----- | ----- | ---- | ----- | ---- | ----- | ---- | ---- | ---- | ---- | ---- |
| Freren            | 317   | 314   | 393   | 449   | 570   | 612  | 630   | 679  | 868   | 1828 | 1883 | 2711 | 2418 | 2576 |
| Lohe-Venslage     | k. A. | k. A. | k. A. | k. A. | k. A. | 331  | k. A. | 331  | k. A. | 363  | 387  | 483  | 343  | 313  |
| Suttrup           | k. A. | k. A. | k. A. | k. A. | k. A. | 395  | k. A. | 419  | 463   | 482  | 477  | 596  | 479  | 477  |
| Setlage           | k. A. | k. A. | k. A. | k. A. | k. A. | 248  | k. A. | 179  | 293   | 326  | 279  | 385  | 308  | 313  |
| Andervenne N u. O | k. A. | k. A. | k. A. | k. A. | k. A. | 671  | k. A. | 789  | 760   | 877  | 832  | 1079 | 831  | 916  |

## Politik

### Stadtrat
Der Rat der Stadt Freren besteht aus 17 Ratsfrauen und Ratsherren. Dies ist die festgelegte Anzahl für eine Mitgliedsgemeinde einer Samtgemeinde mit einer Einwohnerzahl zwischen 5.001 und 6.000 Einwohnern. Die Ratsmitglieder werden durch eine Kommunalwahl für jeweils fünf Jahre gewählt. Die aktuelle Amtszeit begann am 1. November 2021 und endet am 31. Oktober 2026.
| Partei/Liste                                  | 2021 | 2016 |
| --------------------------------------------- | ---- | ---- |
| Christlich-Demokratische Union (CDU)          | 14   | 11   |
| Sozialdemokratische Partei Deutschlands (SPD) | 3    | 2    |
| Alternative für Deutschland (AfD)             | −    | 1    |
| Einzelbewerber                                | −    | 1    |

### Bürgermeister

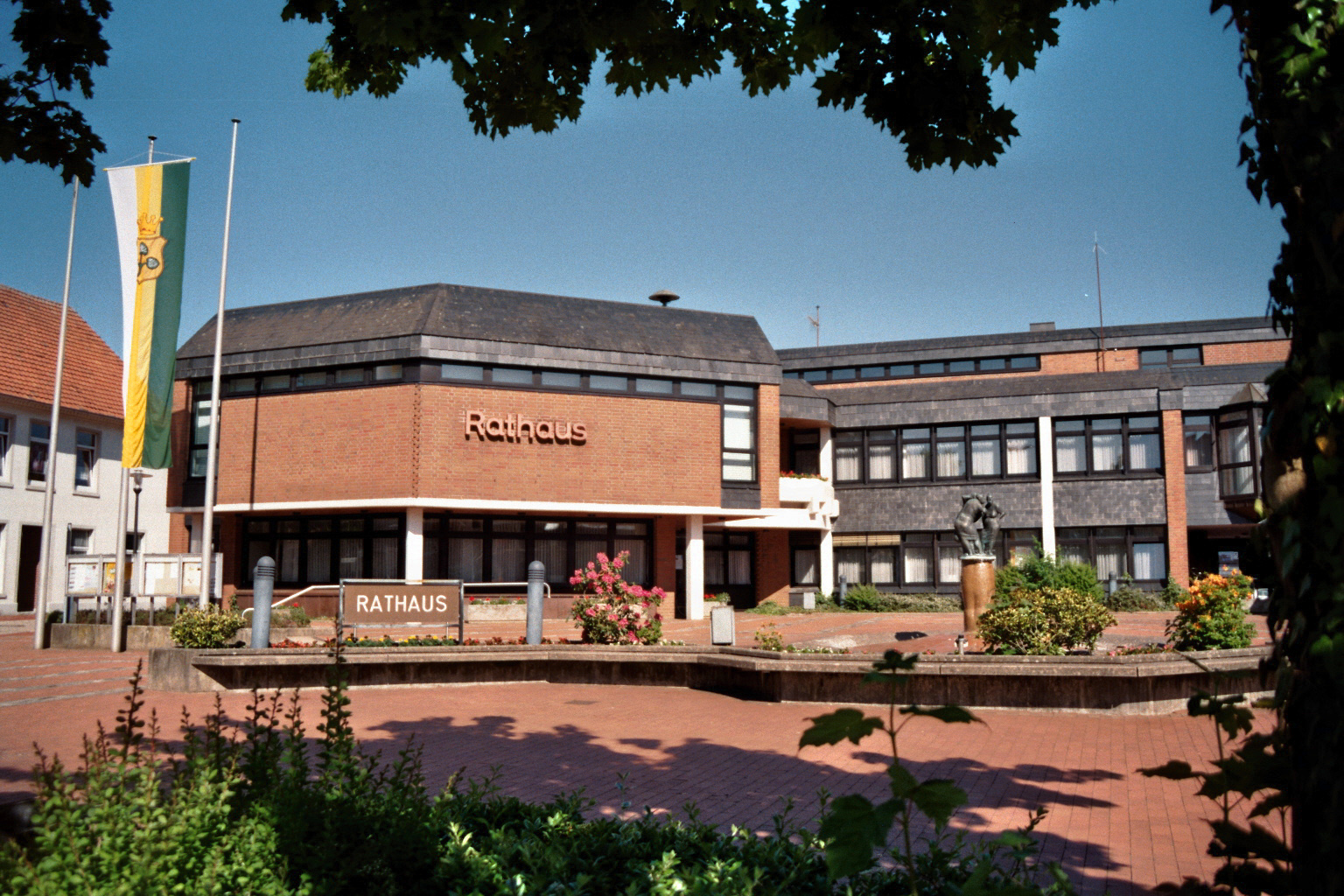
Rathaus mit Brunnenanlage

Der Bürgermeister wird direkt gewählt. Aktuell ist Klaus Prekel Bürgermeister. Am 17. November 2016 wurde er für eine vierte Amtszeit wiedergewählt.

### Stadtwappen
Das Wappen der Stadt zeigt drei Blätter einer Seerose auf gelbem Grund. Oberhalb des Wappens befindet sich eine fünfzackige, goldene Krone mit rotem Juwelenbesatz am Hauptrand. Die fünfzackige Krone erinnert an die Herren von Vredderen. Die Feldfarbe Gold soll die Lage des Ortes auf einem Sandhügel am Rande der früheren Sümpfe des Aagebietes andeuten, die Blätter der Wasserrose sollen auf die drei Aaen, nämlich die Deeper Aa, die Settruper und die Schaler Aa, hinweisen, die sich in der Nähe des Gutes Hange zur Großen Aa vereinigen. Entsprechend dem Wappen trägt die Fahne der Stadt Freren die Farben Grün, Gold und Weiß.

## Sehenswürdigkeiten

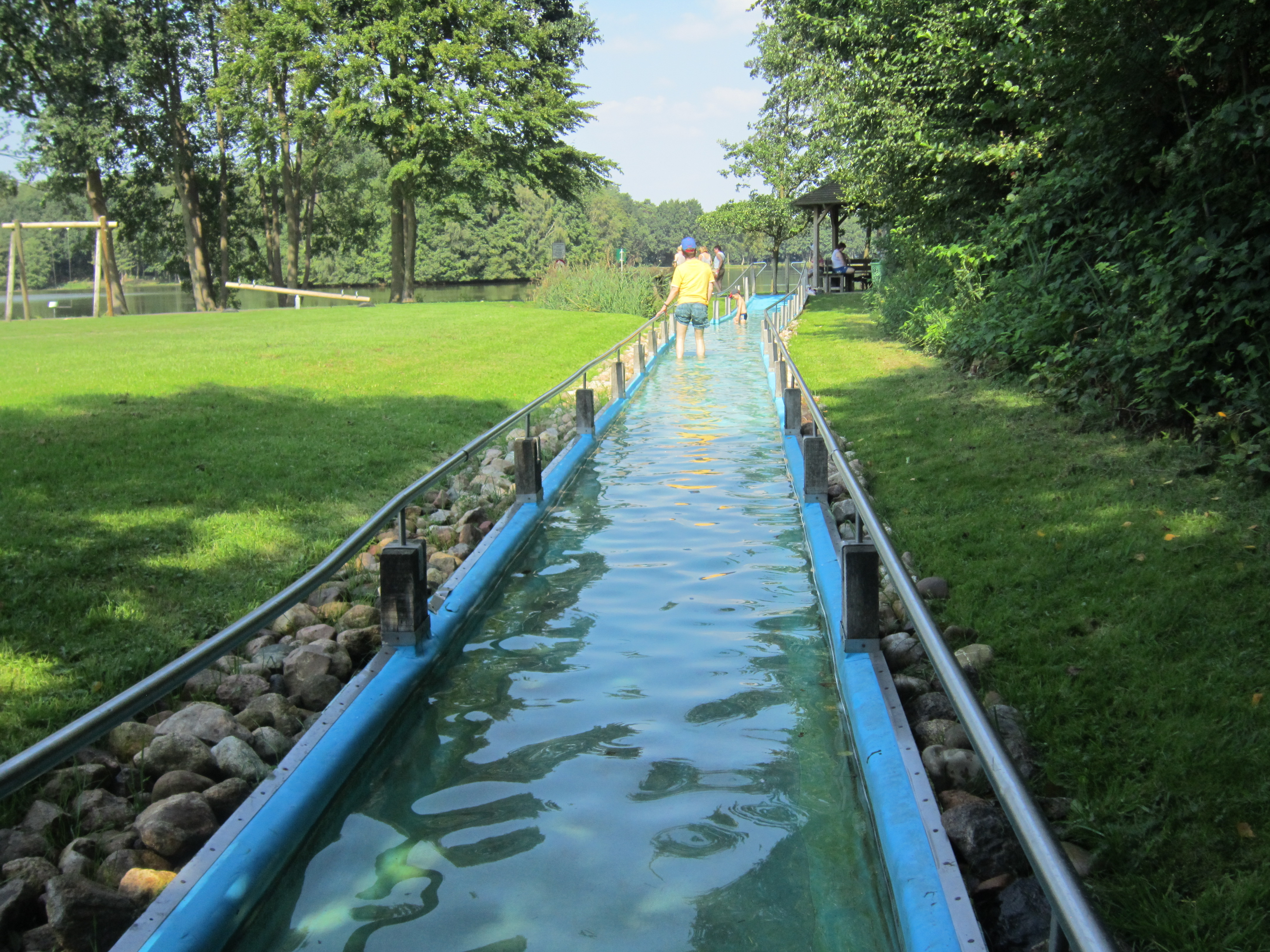
Kneipp-Anlage am Südwestufer des Saller Sees

Das Gebiet um den Saller See im Norden der Gemeinde ist 2008 zu einem „Skike-Park“ ausgebaut worden. Der Skike Park ist der älteste seiner Art in Deutschland. Auf der zur Stadt Freren gehörenden Südwestseite des Saller Sees befinden sich auch die Ferienhaussiedlung Saller und eine Kneipp-Anlage.
Weitere Sehenswürdigkeiten:
- Altes Rittergut Haus Hange
- reformierte Kirche St. Andreas und Vitus
- Gedenkstätte Jüdisches Bethaus
- Geringhusener Marktplatz mit „Wetterstation“
- Großsteingrab im Alt Frerener Forst (Station 11 der „Straße der Megalithkultur“)
- Heimathaus Freren
- kath. St.-Vitus-Kirche, erbaut 1895–99 nach Plänen von Alexander Behnes

Weitere geschichtlich bedeutsame Bauwerke sind in der Liste der Baudenkmale in Freren zu finden.

## Kulturelle Einrichtungen
- Kulturkreis impulse Samtgemeinde Freren e. V.[11]
- Spuk – Spiel und Kunst, Samtgemeinde Freren e. V.[12]

## Persönlichkeiten

### Ehrenbürger
- 1997: Bernhard Fritze (1925–2021), Lehrer und Heimatforscher[13][14]

### Söhne und Töchter der Gemeinde
- Franziskus Demann (1900–1957), Bischof von Osnabrück
- August Flinker (1853–1908), Landschaftsmaler der Düsseldorfer Schule
- Hermann Haccius (1881–1965), Kirchenverwaltungsjurist und Archivar
- Erwin Jaenecke (1890–1960), Generaloberst
- Dieter Krone (* 1963), Politiker, Oberbürgermeister von Lingen (Ems)
- August Hermann Leugers-Scherzberg (* 1958), Historiker
- Josef Meiners (1931–2020), Politiker (CDU)
- Arnold Middendorf (1867–1930), Dompropst von Köln
- Ernst Middendorp (* 1958), Fußballtrainer
- Helmut Siepenkort (1937–2007), Propst von Herz-Jesu in Lübeck (1990–2007)
- Artur Weigandt (* 1994), Autor und Journalist[15]